# Катран шершавый
Катра́н шерша́вый, или Катран шероховатый (лат. Crambe tatarica var. aspera) — многолетнее травянистое растение; вид рода Катран (Crambe) семейства Капустные (Brassicaceae). Русскоязычное название используется по устаревшему синониму лат. Crambe aspera, хотя в соответствии с МКБН более правильным является Катран татарский разн. шершавый (в авторитетных ботанических источниках не встречается).

## Ботаническое описание
Многолетник высотой 30—70 (до 100) см с мясистым корнем диаметром до 6 см. Всё растение жёстковолосистое, сизое.
Стебли сильноветвистые, прямостоячие, разветвлённые, с оттопыренными жёсткими волосками.
Листья глубоко двоякоперисто-раздельные, крупные, мясистые, зелёные или сизоватые, сверху гладкие, снизу мохнатые; черешки и жилки снизу с многочисленными оттопыренными щетинками, впоследствии исчезающими. Прикорневые листья овальные или широкоовальные, часто вниз отогнутые, глубоко перистораздельные, верхние листья ланцетные или линейно-ланцетные, неглубоко одно-трёхвыемчатозубчатые, короткочерешковые.
Соцветие диаметром до 50 см, полушаровидное, разветвлённое, густое; цветки мелкие, белые, с медовым запахом; цветоножки при плодах 5-7 мм длиной, с редкими щетинками.
Плоды округлые, губчатые, не четырёхгранные, 7—9 мм длиной, 7—8 мм шириной, на верхушке слегка заострённые. Верхний членик плода овальный, длиной 3—3,5 и шириной 2,5 мм. Размножается семенами. Цветёт в мае.

## Распространение и местообитание
Встречается в Восточной Европе в Причерноморье (Молдавия, Украина, Крым), в России — на Нижнем Дону, Нижней Волге, в Предкавказье.

## Классификация

### Таксономия[5]
Crambe tatarica var. aspera (M.Bieb.) Boiss., 1867, Fl. Orient. 1: 406
Разновидность Катран татарский разн. шершавый относится к виду Катран татарский (Crambe tatarica) рода Катран (Crambe) семейства Капустные (Brassicaceae) порядка Капустоцветные (Brassicales). Кладограмма в соответствии с Системой APG IV по состоянию на июнь 2023 года:
|  |                                      |  |                                   |                                   |                     |  | ещё 16 семейств | ещё 16 семейств |                  |  |                                 |  | еще 37 подтвержденных видов и 1 вид, ожидающий подтверждения | еще 37 подтвержденных видов и 1 вид, ожидающий подтверждения |  |
|  |                                      |  |                                   |                                   |                     |  | ещё 16 семейств | ещё 16 семейств |                  |  |                                 |  | еще 37 подтвержденных видов и 1 вид, ожидающий подтверждения | еще 37 подтвержденных видов и 1 вид, ожидающий подтверждения |  |
|  |                                      |  |                                   | порядок Капустоцветные            |                     |  |                 |                 | род Катран       |  |                                 |  |                                                              |                                                              |  |
|  |                                      |  |                                   | порядок Капустоцветные            |                     |  |                 |                 | род Катран       |  | Катран татарский разн. шершавый |  |                                                              |                                                              |  |
|  | отдел Цветковые, или Покрытосеменные |  |                                   |                                   | семейство Капустные |  |                 |                 | Катран татарский |  |                                 |  |                                                              |                                                              |  |
|  | отдел Цветковые, или Покрытосеменные |  |                                   |                                   |                     |  |                 |                 |                  |  |                                 |  |                                                              |                                                              |  |
|  |                                      |  | ещё 63 порядка цветковых растений | ещё 63 порядка цветковых растений |                     |  |                 | ещё 354 рода    | ещё 354 рода     |  |                                 |  |                                                              |                                                              |  |
|  |                                      |  |                                   | ещё 63 порядка цветковых растений |                     |  |                 |                 | ещё 354 рода     |  |                                 |  |                                                              |                                                              |  |

### Синонимы
- Crambe aspera  M.Bieb.
- Crambe buschii  (O.E.Schulz) Grossh.
- Crambe buschii  Stankov
- Crambe gibberosa  Rupr.
- Crambe litwinowii  Gross
- Crambe tatarica  var. buschii O.E.Schulz

## Охранный статус
Внесен в Европейский Красный список.

### В России
В России вид входит в Красные книги субъектов Российской Федерации: Астраханской, Волгоградской, Ростовской и Саратовской областей, а также республик Дагестан, Калмыкия, Чечня, и Ставропольского края. Ранее включался в Красную книгу Российской Федерации.
Растёт на территории нескольких особо охраняемых природных территорий России: в Богдинско-Баскунчакском, Ростовском заповедниках и заповеднике «Чёрные земли».

### На Украине
Вид входит в Красную книгу Украины и Красную книгу Донецкой области. Предложен для Красной книги Крыма.
Решением Луганского областного совета № 32/21 от 03.12.2009 г. входит в «Список регионально редких растений Луганской области».